# Hamilton Ward junior

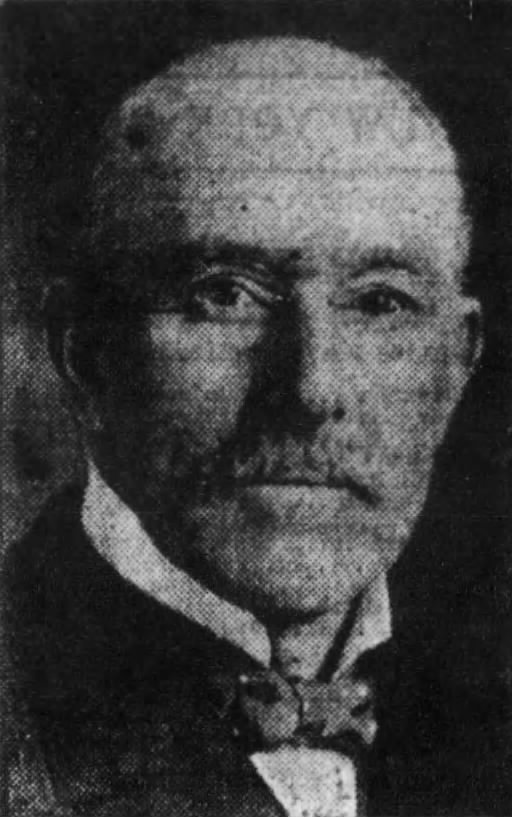
Hamilton Ward Jr. (1932) – US-amerikanischer Jurist und Politiker

Hamilton Ward junior (* 20. Januar 1871; † 8. Oktober 1932 in Buffalo, New York) war ein US-amerikanischer Jurist und Politiker (Republikanische Partei). Der Attorney General von New York Hamilton Ward senior war sein Vater.

## Werdegang
Über die Jugendjahre von Hamilton Ward junior ist nichts bekannt. Irgendwann studierte er Jura und erhielt seine Zulassung als Anwalt. Ward praktizierte in Philipsville (heute Belmont). Während des Spanisch-Amerikanischen Krieges kämpfte er in Kuba. Zu jener Zeit bekleidete er den Dienstgrad eines Captains. 1907 war er Commander-in-Chief der United Spanish War Veterans. Bei den Wahlen im Jahr 1928 wurde er zum Attorney General von New York gewählt – ein Posten, den er von 1929 bis 1930 innehatte. Er verstarb 1932 an den Folgen einer Lungenentzündung in Buffalo (New York) und wurde dann auf dem Forest Hill Cemetery in Belmont (New York) beigesetzt.
Sein Bruder war der episkopale Bischof John C. Ward.